# Đường tỉnh 236
Đường tỉnh 236 hay tỉnh lộ 236, viết tắt ĐT236 hay TL236, là đường tỉnh ở huyện Lộc Bình, tỉnh Lạng Sơn, Việt Nam.
Đường tỉnh 236 bắt đầu từ thị trấn Lộc Bình, nối với Quốc lộ 4B và Đường tỉnh 237.
Đường đi hướng đông bắc, tới Cửa khẩu Chi Ma tại vùng đất bản Chi Ma, xã Yên Khoái, huyện Lộc Bình 21°49′10″B 107°1′25″Đ / 21,81944°B 107,02361°Đ.
Cửa khẩu Chi Ma thông thương sang Cửa khẩu Ái Điểm (Ai Dian), huyện Ninh Minh, tỉnh Quảng Tây, Trung Quốc.